# ديفيد جاسبر
ديفيد جاسبر (بالإنجليزية: David Jasper)‏ هو عالم عقيدة بريطاني، ولد في 1 أغسطس 1951.